# Vojenské cvičiště Bzenec
Vojenské cvičiště Bzenec je přírodní památka. Nachází se na Jižní Moravě u silnice mezi městy Bzenec a Strážnice. Rozkládá se na bývalém vojenském cvičišti, jehož zásluhou nebylo území památky v dřívější době zalesněno a zůstaly zde odkryty váté písky s roztroušeným porostem borovice. Lokalita je cenná zejména pro výskyt vzácných a chráněných druhů hmyzu a pavouků. V rezervaci jsou významná pískomilná rostlinná společenstva.

## Fauna
Hmyz se zde vyskytuje podobný jako na přírodní památce Váté písky. Je to např. kudlanka nábožná (Mantis religiosa), pakudlanka jižní (Mantispa pagana), saranče malá (Stenobothrus stigmaticus), okáč kostřavový (Arethusana arethusa), okáč medyňkový (Hipparchia fagi), okáč ovsový (Minois dryas) a kropenatec pelyňkový (Narraga fasciolaria).
Z pavouků to je např. teplomil písečný (Titanoeca spominima).
Z plazů např. ještěrka zelená (Lacerta viridis) a užovka obojková (Natrix natrix).
Z ptáků se zde vyskytují: bělořit šedý (Oenanthe oenanthe), bramborníček černohlavý (Saxicola rubicola), dudek chocholatý (Dudek chocholatý), lelek lesní (Caprimulgus europaeus), skřivan lesní (Lullula arborea) a ťuhýk obecný (Lanius collurio).